# トロイ・ドナヒュー
トロイ・ドナヒュー（Troy Donahue, 1936年1月27日 - 2001年9月2日）は、アメリカ合衆国ニューヨーク州出身の俳優である。本名はマール・ジョンソン・ジュニア（Merle Johnson, Jr.）。

## 経歴
ゼネラル・モーターズの映画部長の息子として生まれ、コロンビア大学でジャーナリズムを学ぶが、後に演劇に転向する。1957年に『翼にかける命』で映画デビューし、1950年代後半から60年代前半まで青春映画スターとして活躍する。特にサンドラ・ディーと共演した『避暑地の出来事』（1959年）や、コニー・スティーブンスと共演した『二十歳の火遊び』ではその爽やかな魅力をいかんなく発揮し、一躍人気スターとして若者からの絶大な支持を得る。テレビドラマでは『サーフサイド6』（1960 - 1962）のサンディ・ウィンフィールド役が最も有名。1963年に『恋愛専科（Rome Adventure）』で共演したスザンヌ・プレシェットと結婚するが、9ヶ月後に離婚。
健全なアメリカの青春像を演じ順調に歩んでいたものの、1965年を境に俳優として早くも斜陽の時代を迎え始める。1970年前後より数多くの低予算映画で、変質者や殺人鬼といったかつての姿からは想像もつかない役柄を演じ続けた。『ゴッドファーザー PART II』（1974年）でコニー・コルレオーネ（タリア・シャイア）の3人目の夫を演じた。1980年代からは数多くの低予算のアクション映画等に顔見せ出演したが、往時を知るものにしては憐れさを感じさせるものだった。そんな中、1992年にはポルノめいたエロティックな映画『不倫への招待状』に出演。
スターの座より転落してからは麻薬とアルコールに溺れて一時は廃人と化したが、その後身を削るような努力と苦労を重ねて更生。アルコール・麻薬依存に悩む人々のよきアドバイザーとして活躍。アルコール・麻薬撲滅に尽力した。2001年9月2日に心臓発作で死去。65歳没。
北欧系で、金髪で碧眼、端正な顔立ちとスラリとした筋肉質の長身をあわせ持ち、日本でも『パームスプリングスの週末』の主題歌『恋のパームスプリングス』のヒットや、『サーフサイド6』の出演で、若い女性からアイドル的な人気を博した。1964年（昭和39年）4月に来日している。1982年に日本のスーパーニッカ（ニッカウヰスキー）のCM（スーパーメモリーシリーズ、サーフサイド6編）に出演。また、1987年（昭和62年）公開の大林宣彦監督の日本映画『漂流教室』や同監督のテレビドラマの作品『恋人よ、われに帰れ Lover Comeback to Me』（1983年）にも出演した。

## 主な出演作品

### 映画
| 公開年 | 邦題 原題                                                     | 役名                   | 備考           |
| ------ | ------------------------------------------------------------- | ---------------------- | -------------- |
| 1957   | 翼に賭ける命 The Tarnished Angels                             | フランク               |                |
| 1958   | 年頃ですモノ! This Happy Feeling                              | トニー                 |                |
| 1958   | 休暇はパリで The Perfect Furlough                             | ニックルズ             |                |
| 1959   | 悲しみは空の彼方に Imitation of Life                          | フランキー             |                |
| 1959   | 避暑地の出来事 A Summer Place                                 | ジョニー・ハンター     |                |
| 1960   | 翼の男 The Crowded Sky                                        | マクベイ               |                |
| 1961   | 二十歳の火遊び Parrish                                        | パリッシュ・マクレーン |                |
| 1961   | スーザンの恋 Susan Slade                                      | ホイト・ブレッカー     |                |
| 1962   | 恋愛専科 Rome Adventure                                       | ドン・ポーター         |                |
| 1963   | パームスプリングスの週末 Palm Springs Weekend                 | ジム                   |                |
| 1964   | 遠い喇叭 A Distant Trumpet                                    | マット・ハザード       |                |
| 1965   | シーサイドの男 My Blood Runs Cold                             | ベン                   |                |
| 1967   | ああ月旅行 Rocket to the Moon                                 | ゲイロード・サリヴァン | 日本劇場未公開 |
| 1969   | 殺人者の影を追え The Lonely Profession                        | ジュリアン・サッチャー | テレビ映画     |
| 1971   | USA邪教集団ファミリー Sweet Savior                            | ムーン                 | 日本劇場未公開 |
| 1974   | 邪悪の女王 Seizure                                            | マーク・フロスト       | 日本劇場未公開 |
| 1974   | コックファイター Cockfighter                                  | ランダル               |                |
| 1974   | ゴッドファーザーPARTII The Godfather: Part II                 | マール・ジョンソン     |                |
| 1983   | 沈黙のコンピュータ・マン/愛が聞こえた Tin Man                 | レスター               | 日本劇場未公開 |
| 1984   | グランドビューU.S.A. Grandview, U.S.A.                        | ドニー・ヴィントン     | 日本劇場未公開 |
| 1986   | 必殺カンフー ロー・ブロウ Low Blow                            | ジョン・テンプルトン   | 日本劇場未公開 |
| 1987   | 超高性能兵器サイクロン Cyclone                                | ボブ・ジェンキンス     |                |
| 1987   | 漂流教室                                                      | タガート               | 日本映画       |
| 1987   | ハリウッド・コップ Hollywood Cop                              | マックスウェル         |                |
| 1987   | デッドリー・プレイ/地獄のプラトーン Deadly Prey               | ドン・マイケルソン     | 日本劇場未公開 |
| 1989   | フローズン・ボディ The Chilling                               | ミラー博士             | 日本劇場未公開 |
| 1989   | ミッドナイト・エンジェル/恐怖の連続殺人 The Platinum Triangle | ハロルド               |                |
| 1989   | ショットガン・ポリス American Rampage                         | 精神科医               |                |
| 1989   | Dr.エイリアン Dr. Alien                                       | アッカーマン           | 日本劇場未公開 |
| 1990   | セックス・ポット/男狩りの女 Sexpot                            | フィリップ             | 日本劇場未公開 |
| 1990   | カバーガール殺人事件 Click: The Calendar Girl Killer          | アラン                 | 日本劇場未公開 |
| 1990   | クライ・ベイビー Cry-Baby                                     | ハチェットの父         |                |
| 1990   | オメガコップ1999/地球最後のデカ Omega Cop                     | スリム                 | 日本劇場未公開 |
| 1992   | 不倫への招待状 The Pamela Principle                           | トロイ                 | 日本劇場未公開 |
| 1993   | ショウダウン Showdown                                         | Police Captain         | 日本劇場未公開 |

### テレビ
| 放映年    | 邦題 原題                                                                | 役名                                                     | 備考                                                                                       |
| --------- | ------------------------------------------------------------------------ | -------------------------------------------------------- | ------------------------------------------------------------------------------------------ |
| 1958      | 鉄拳児アダム Man Without a Gun                                           | ジャン                                                   | シーズン1 第22話 "Night of Violence"                                                       |
| 1958      | カリフォルニアンズ The Californians                                      | ジャド                                                   | シーズン2 第4話 "A Girl Named Sam"                                                         |
| 1959      | ローハイド Rawhide                                                       | バズ・トラヴィス                                         | シーズン1 第2話 "Incident at Alabaster Plain"                                              |
| 1959      | 幌馬車隊 Wagon Train                                                     | テッド・ガーナー                                         | シーズン2 第16話 "The Hunter Malloy Story"                                                 |
| 1959      | 拳銃街道 Tales of Wells Fargo                                            | クリフ・スミス                                           | シーズン3 第26話 "The Rawhide Kid"                                                         |
| 1959      | マーベリック Maverick                                                    | ダン・ジェイミソン                                       | シーズン3 第1話 "Pappy"                                                                    |
| 1959      | アリゾナ・トム Sugarfoot                                                 | ケン・サヴェージ                                         | シーズン3 第2話 "The Wild Bunch"                                                           |
| 1959      | コルト45 Colt .45                                                        | ジェイムズ"ジム"ギブソン                                 | シーズン3 第5話 "The Hothead"                                                              |
| 1959      | ブロンコ Bronco                                                          | バート・ドナー/ロイ・パロット                            | 2エピソード                                                                                |
| 1960      | 連邦保安官 Lawman                                                        | デイヴィッド・マニング                                   | シーズン2 第31話 "The Payment"                                                             |
| 1960-1961 | サンセット77 77 Sunset Strip                                             | サンディ・ウインフィールド2世/スター・ブライト           | 2エピソード                                                                                |
| 1960-1962 | サーフサイド6 Surfside 6                                                 | サンディ・ウインフィールド2世/サンディ・ウインフィールド | 47エピソード                                                                               |
| 1962-1963 | ハワイアン・アイ Hawaiian Eye                                            | フィリップ・バートン/ジム・マクラーレン/ピート           | 22エピソード                                                                               |
| 1965      | パティ・デューク・ショー The Patty Duke Show                             | モーガン                                                 | シーズン3 第2話 "Operation: Tonsils"                                                       |
| 1968      | 鬼警部アイアンサイド Ironside                                            | デュガン                                                 | 2エピソード                                                                                |
| 1968      | ネーム・オブ・ザ・ゲーム The Name of the Game                            | ノーマン・ホーク                                         | シーズン1 第5話 "Nightmare"                                                                |
| 1969      | バージニアン The Virginian                                               | ブラッケン                                               | シーズン7 第25話 "Fox, Hound, and the Widow McCloud"                                       |
| 1976      | エラリー・クイーン Ellery Queen                                          | ギルバート・マロリー                                     | 第17話 "The Adventure of the Sinister Scenario"                                            |
| 1978      | ハーディ・ボーイズ＆ナンシー・ドルー The Hardy Boys/Nancy Drew Mysteries | アラン・サマーヴィル                                     | シーズン2 第19話 "Mystery of the Avalanche Express"                                        |
| 1978      | 白バイ野郎ジョン&パンチ CHiPs                                            | ボブ・ナイルズ                                           | シーズン2 第1話 "Peaks and Valleys"                                                        |
| 1978      | ベガス Vegas                                                             | テディ・ハワード                                         | シーズン1 第2話 "The Games Girls Play"                                                     |
| 1978-1981 | ファンタジー・アイランド Fantasy Island                                  | ウォリス・イェーガー/ジャック・テリー                    | 2エピソード                                                                                |
| 1980      | ラブ・ボート The Love Boat                                               | クラーク                                                 | シーズン4 第8話 "Tell Her She's Great / Matchmaker, Matchmaker Times Two / The Baby Alarm" |
| 1980      | ラバーン＆シャーリー Laverne & Shirley                                   | 本人                                                     | シーズン6 第3話 "Studio City"                                                              |
| 1990      | モンスターズ Monsters                                                    | トーマス・ベッカー                                       | シーズン2 第20話 "アメーバの恐怖"                                                          |